# Saint-Loup-des-Chaumes
Saint-Loup-des-Chaumes is een gemeente in het Franse departement Cher (regio Centre-Val de Loire) en telt 277 inwoners (1999). De plaats maakt deel uit van het arrondissement Saint-Amand-Montrond.

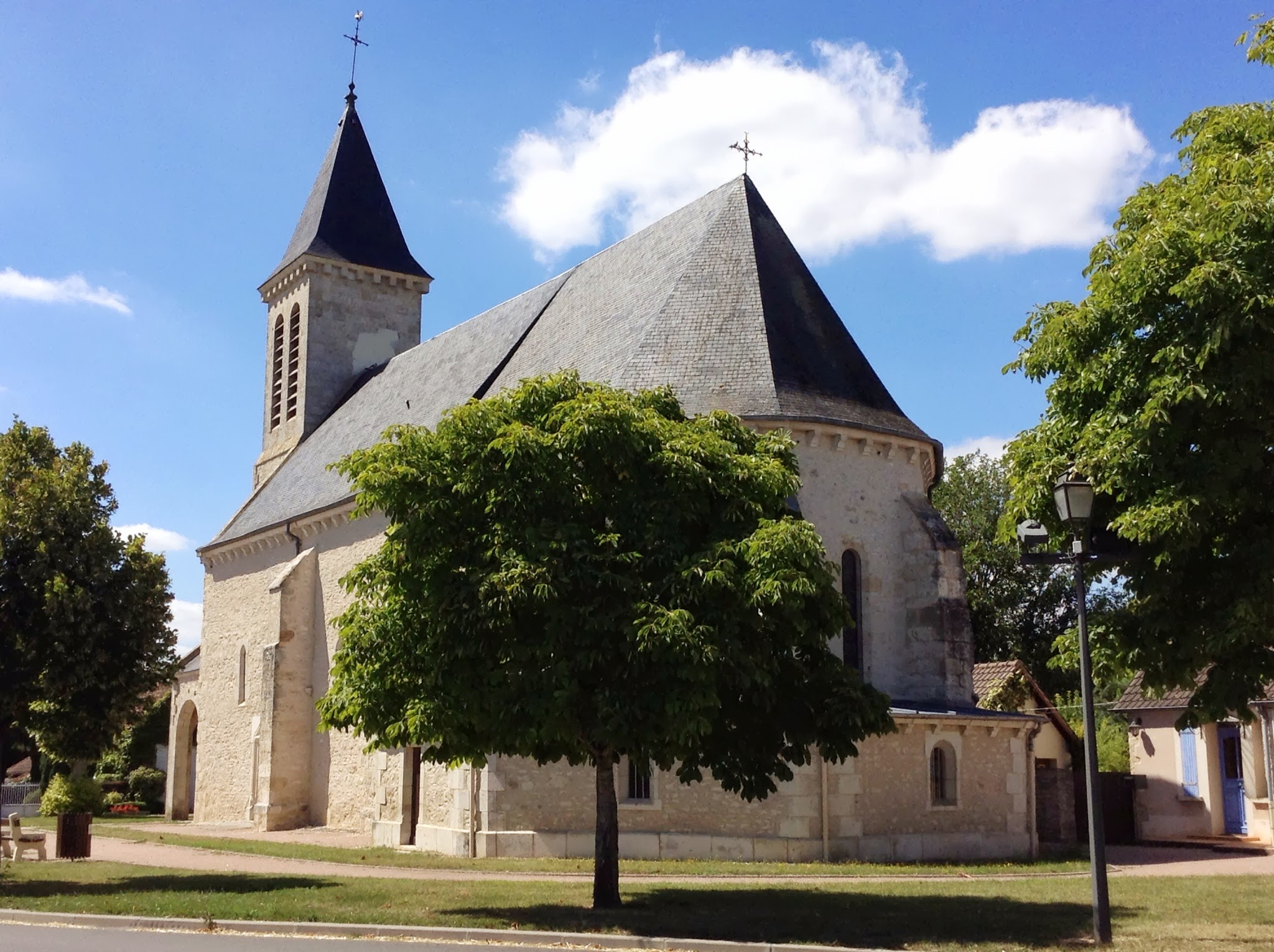
Kerk van Saint-Loup-des-Chaumes
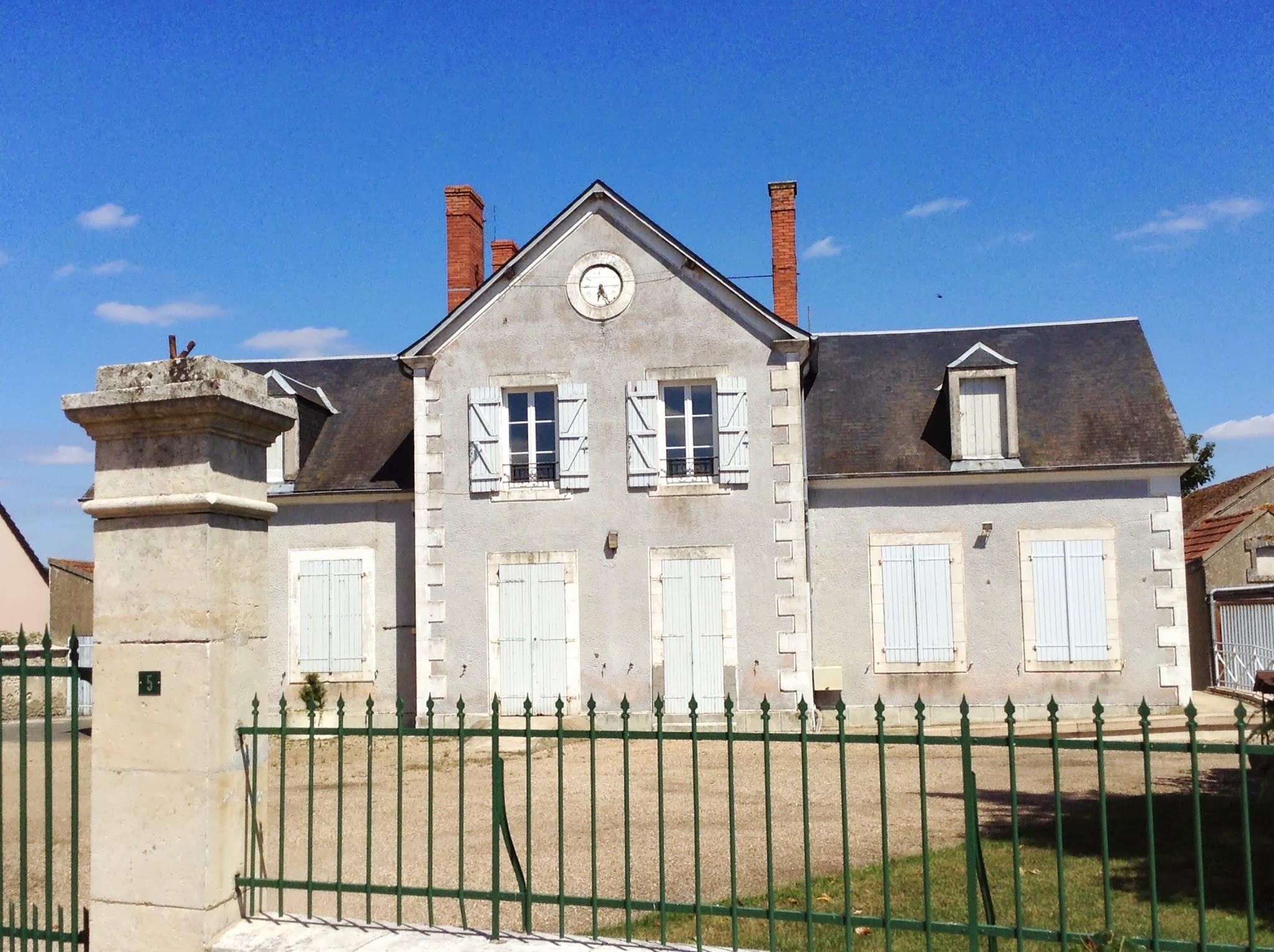
Voormalig gemeentehuis

## Geografie
De oppervlakte van Saint-Loup-des-Chaumes bedraagt 18,5 km², de bevolkingsdichtheid is 15,0 inwoners per km².
De onderstaande kaart toont de ligging van Saint-Loup-des-Chaumes met de belangrijkste infrastructuur en aangrenzende gemeenten.

## Demografie
Onderstaande figuur toont het verloop van het inwonertal (bron: INSEE-tellingen).